# فيسيل فاروبا
فيسيل فاروبا مواليد 25 يناير 1971 في جمهورية يوغوسلافيا الاشتراكية الاتحادية، هو لاعب كرة قدم بوسني سابق كان يلعب كمدافع.

## المسيرة الاحترافية

### أندية لعب لها
- نادي ساراييفو
- نادي فاراجدين (1931–2015)